# Салат-коктейль

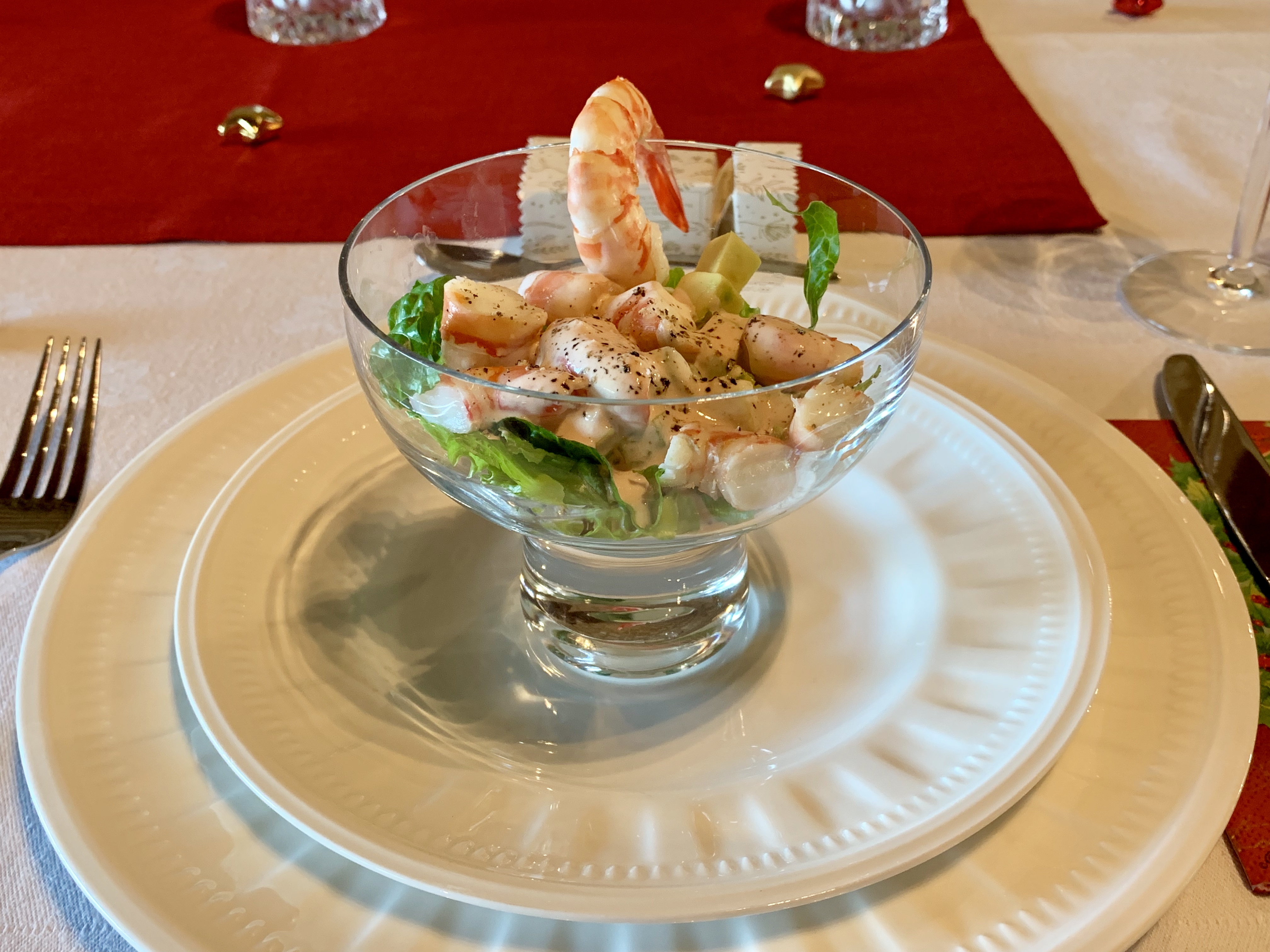
Креветковий салат-коктейль на різдвяному столі

Салат-коктейль — холодна закуска або десертна страва, салат з різних готових до вживання продуктів у поєднанні з соусами, заправками, зеленню та прянощами, що подається в характерному посуді — фужерах, широких келихах, неглибоких конічних склянках, креманках або вазочках.
Для салатів-коктейлів характерна досить дрібна нарізка продуктів кубиками, скибочками, соломкою, смужками або кружальцями, перед укладанням в посуд їх ніколи не перемішують, а розміщують шарами. Закусочні салат-коктейлі прикрашають зеленню листових салатів, петрушки, селери та кропу, а також цитрусовими — порізаними часточками або кружальцями лимону, лайму або апельсину, які надягають на край фужера або келиха. Десертні салат-коктейлі зазвичай прикрашають цілі ягоди. Для салат-коктейлів розроблені спеціальні рецептури коктейльних соусів, ними заправляють страву безпосередньо перед подачею на стіл. Салат-коктейлі подають у скляному посуді на десертній тарілці, застеленій паперовою серветкою, щоб уникнути ковзання. Придатне столове начиння для салат-коктейлю — чайна або десертна ложка або спеціальна ложка з довгою ручкою, яку розташовують на тарілці праворуч.
Серед закусочних салат-коктейлів здобули визнання салатні суміші з м'яса ракоподібних, молюсків та риби в поєднанні з часточкою лимону, листовим салатом і крутим яйцем під майонезним соусом, особливо популярні устричні, крабові та креветкові коктейлі. Зазвичай у таких салат-коктейлях м'ясо ракоподібних викладають разом з іншими інгредієнтами (половинкою вареного яйця, головками спаржі, горошком, тонко нарізаними стеблами селери) на подушку із нарізаного зеленого салату. Салат-коктейль з мідіями зазвичай доповнюють м'ясом качки або курки, яблуками та апельсином. З фруктами готують і салат-коктейлі з нарізаними тонкими смужками філе лосося. М'ясні салат-коктейлі готують з шинкою, сиром та овочами або з куркою, яблуком та горіхами, як вальдорфський.